# Maso Filzerhof
Il Maso Filzerhof è un maso trasformato in museo etnografico con sede nel comune di Fierozzo.

Di proprietà dell'Istituto culturale mocheno, raccoglie oggetti e presenta gli ambienti della storia e della vita rurale della popolazione della Valle dei Mòcheni, minoranza linguistica riconosciuta dalla Provincia autonoma di Trento.

## Storia
La prima attestazione della presenza di un edificio sul sito attuale del museo risale al 1324 in un documento redatto in latino nella cancelleria del Capitolo del castello di Pergine, nel quale ad un certo Hendrigo viene concesso il diritto di sfruttare il terreno ed edificare la propria casa. In un secondo documento del 1338 risulta che il primo proprietario rinuncio al suo diritto, ed il maso passò di proprietà alla famiglia Filzmoser, dal quale deriva il nome della struttura. La famiglia Filzmoser rimase proprietaria della struttura fino al '600, passando poi alla famiglia Laner (estinta nel 1967).
Il maso rimase abbandonato fino al 1994, quando venne acquistato dall'Istituto culturale mocheno. Dopo una profonda ristrutturazione e trasformazione in struttura muserale, venne aperto al pubblico nel 1998.

## Struttura
L'edificio è strutturato su 2 piani: il piano superiore adibito a fienile e dedicato alle attività agro-silvo pastorali, mentre il piano inferiore contiene principalmente le stanze dedicate alla vita quotidiana della famiglia, quali cucina, focolare e stanze da letto. Al piano inferiore, nella parte a monte, era presente anche un'ampia stalla per 10 mucche, galline e il maiale.
All'esterno è presente anche la ricostruzione di una capanna destinata alla conservazione dei prodotti caseari.